# Пашозеро (деревня)
Пашо́зеро — деревня в Тихвинском районе Ленинградской области. Административный центр Пашозерского сельского поселения.

## История
Пашеозерский погост впервые упоминается в писцовых книгах 1583 года, как погост Никольский на Паше-реке.

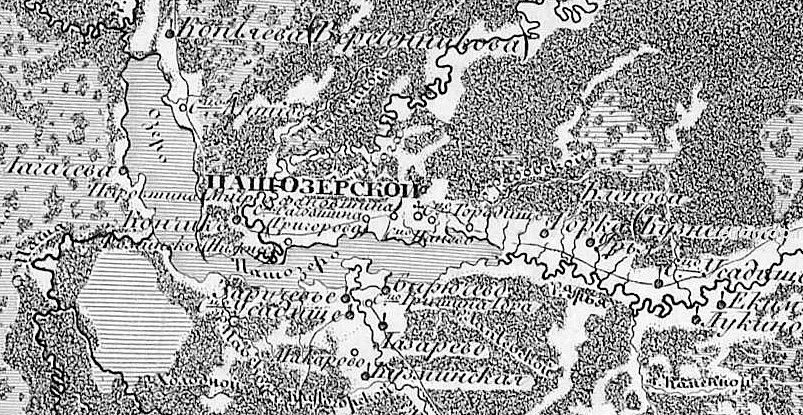
Деревня Пашозерский погост на карте 1847 года

ГРИГОРОВО (РАТОВЩИНА) — усадьба Лазаревского общества прихода Пашеозерского погоста.

Строений — 7, в том числе жилых — 3. Число жителей по приходским сведениям 1879 г.: 4 м п., 2 ж. п.

ПАШЕОЗЕРСКИЙ — погост. Строений — 7, в том числе жилых — 4. Число жителей по приходским сведениям 1879 г.: 8 м п., 11 ж. п.

В конце XIX — начале XX века усадьба и погост административно относились к Лукинской волости 2-го земского участка 2-го стана Тихвинского уезда Новгородской губернии.

ГРИГОРОВО — посёлок Лазаревского общества, дворов — 1, жилых домов — 1, число жителей: 5 м п., 5 ж. п. 

Озеро Пашеозеро. Волостное правление, смежен с усадьбой Григорово и погостом Пашеозерским. 

ГРИГОРОВО — усадьба К. А. Унковского, жилых домов — 4, число жителей: 1 м п.

Озеро Пашеозеро. Земская станция, хлебозапасный магазин, смежна с посёлком Григорово. 

ПАШЕОЗЕРСКИЙ — погост на церковной земле, дворов — 5, жилых домов — 5, число жителей: 15 м п., 20 ж. п. 

Занятия жителей — земледелие, пчеловодство. Озеро Пашеозеро. Церковно-приходская школа, земская станция, фельдшерский пункт, смежен с Усадищем-Городищем. (1910 год)

В 1917 году деревня называлась Пашезеро и входила в состав Лукинской волости Тихвинского уезда Новгородской губернии.
С 1918 года в составе Череповецкой губернии.
С 1927 года в составе Пашезерского сельсовета Капшинского района.
Согласно карте Ленинградской области Северо-западного аэрогеодезического треста ГГУ издания 1932 года деревня называлась Пашезеро и насчитывала 7 крестьянских дворов:
| Внешние изображения | Внешние изображения                 |
| ------------------- | ----------------------------------- |
|                     | Деревня Пашозеро на карте 1932 года |

По данным 1933 года это было село, которое называлось Пашозеро и являлось административным центром Пашозерского сельсовета Капшинского района Ленинградской области, в который входили 10 населённых пунктов: деревни Бирючово, Калинтиево, Кончик, Коптяево, Кузнецова Гора Кузьминка, Лазарево, Пялозеро, Чага и само село Пашозеро, общей численностью населения 1070 человек.
По данным 1936 года в состав Пашозерского сельсовета входили 12 населённых пунктов, 205 хозяйств и 8 колхозов.
В 1961 году население деревни Пашезеро составляло 273 человека.
С 1963 года в составе Тихвинского района.
По данным 1966 и 1973 годов деревня называлась Пашозеро и также являлась административным центром Пашозерского сельсовета.
По данным 1990 года деревня Пашозеро являлась административным центром Пашозерского сельсовета, в который входили 9 населённых пунктов, общей численностью населения 837 человек. В самой деревне Пашозеро проживали 494 человека.
В 1997 году в деревне Пашозеро Пашозерской волости проживали 522 человека, в 2002 году — 375 (русские — 90 %), деревня была административным центром волости.
С 1 января 2006 года в соответствии с областным законом № 52-оз от 1 сентября 2004 года «Об установлении границ и наделении соответствующим статусом муниципального образования Тихвинский муниципальный район и муниципальных образований в его составе» деревня Пашозеро является центром Пашозерского сельского поселения.
В 2007 году население деревни Пашозеро Пашеозёрского СП составляло 469 человек, в 2010 году — 375, в 2012 году — 428, в 2025 году — 353 человека.

## География
Деревня расположена в северо-восточной части района на автодороге 41К-887 (Кончик — Лукино).
Расстояние до районного центра — 98 км.
Расстояние до ближайшей железнодорожной станции Тихвин — 100 км.
Деревня находится на северном берегу Пашозера.

## Демография
| 2007 | 2010 | 2017 |
| ---- | ---- | ---- |
| 469  | ↘375 | ↗390 |

### Национальный состав
Согласно данным Всероссийской переписи населения 2021 года в деревне проживали 327 человек, из них:
 русские — 312, вепсы — 10, белорусы — 2, ненцы — 2, греки — 1 человек.

## Инфраструктура
В деревне имеются: Дом культуры, библиотека, школа народных мастеров и музей природного парка «Вепсский лес», на территории которого расположена деревня, а также часовня 2005 года постройки.

## Достопримечательности
Постройки, имеющие культурно-историческую ценность: ряд крестьянских домов, усадебный дом из бывшей помещичьей усадьбы, амбар.

## Памятники
В центре деревни находится обелиск в честь земляков, погибших в годы Великой Отечественной войны.

## Улицы
микрорайон Городской, Паневская, Центральная, Чогинская.